# Cy-Beast Lvl1
Cy-Beast Lvl1 (Eigenschreibweise: CY-BEAST lvl1) ist ein Kollaboalbum des Rappers Taddl und des Musikproduzenten und Multiinstrumentalisten Marius Ley, das sie als Duo TJ_beastboy & Mary Man veröffentlichten. Es wurde am 29. September 2017 bei deren Label Hydra Music veröffentlicht.

## Hintergrund
Im Jahr 2014 veröffentlichten Taddl und Ley bereits die EP Motus zusammen, die sich in den deutschen Charts platzieren konnte. Im selben Jahr gründeten sie zusammen mit Ardian Bora alias Ardy die Hip-Hop-/Cloud-Rap-/Crossover-Formation Dat Adam. Während der beiden Space Camp Touren durch Deutschland schrieb Taddl einen Großteil der Texte für dieses Album abseits von Dat Adam. Ardy ist an diesem Projekt musikalisch lediglich als Gastmusiker Gibbon Don beteiligt.

## Versionen
Cy-Beast lvl1 existiert nur in einer Standard-Version, welche sowohl zum Download und Streaming als auch als physische CD veröffentlicht wurde. Eine Album-Box oder ein Bundle wurden nicht produziert.

## Covergestaltung
Das Albumcover wurde von Taddl selbst designt beziehungsweise gezeichnet.

## Musikvideos
Vor der Veröffentlichung des Albums wurden die Tracks Good Morning und Modus inklusive Musikvideos veröffentlicht, nach Albumveröffentlichung folgten Musikvideos zu den Titeln 9Leben, Insomnia und incoming_call. Die Videos wurden von Taddl selbst produziert.

## Titelliste
| #  | Titel          | Gastmusiker              | Länge |
| -- | -------------- | ------------------------ | ----- |
| 1  | Good Morning   |                          | 2:50  |
| 2  | Gum-Gum-Kalash | Gibbon Don               | 3:46  |
| 3  | Modus          |                          | 3:34  |
| 4  | Incoming_Call  |                          | 1:09  |
| 5  | Natural Aimbot |                          | 3:31  |
| 6  | Oh Damn        |                          | 4:27  |
| 7  | Grizzly^10     |                          | 3:48  |
| 8  | Sean Connery   |                          | 2:02  |
| 9  | 9Leben         | Young Mokuba, Young Kira | 4:14  |
| 10 | Insomnia       | Navy Westghost           | 4:46  |
| 11 | Whack/Killa    |                          | 2:57  |
| 12 | Mag ja sein …  | Sierra Kidd              | 3:38  |
| 13 | Gagos          |                          | 5:20  |

## Rezension
Auf der Internetseite phantomsip.wordpress.com wurde das Album als positiv wahrgenommen. Als besonders positiv erwähnt wurden Taddls Flow, Reime, Vergleiche und die Vielfalt in dessen Stimme und Stimmtechnik, von Rap über cleanen, Rock- und Punkgesang bis hin zu Shouts und Death Metal Growls, sowie Leys „kreative“ Beats und Instrumentals. Gelobt wurde bei Zweiterem insbesondere der „Fokus auf E-Gitarre und Live-Bass“, die „konstante Benutzung von Pop-Punk-Akkordprogressionen“, sowie „die Tatsache, dass jeder einzelne Song mit irgendetwas experimentiert, sei es Flöten, Pitching, Metal-Breakdowns, Fakeout-Intros oder ständig sich veränderndem Sound-Design“, wodurch „eigentlich wirklich für jeden etwas dabei“ sei. Einziges Manko des Albums sei, dass es (zwar auch aber) weniger Sozialkritik enthalte als man von Dat Adam gewohnt sei und inhaltlich somit weniger „tieferen Biss“ habe. Als „Highlight“ des Albums wurde der Song 9Leben als besonders starker Ohrwurm ausgewählt.
Deutschrap-Reviewer Pleuntah gab dem Album 5 von 5 Punkten und begründete dies wie folgt: „Das Album ist derbe abwechslungsreich, derbe musikalisch, hat krass gute Texte, welche sowohl inhaltlich als auch von den Reimen her wirklich gut sind, und es wurde einfach alles brutal geflowt. [...] Positiv erwähnen möchte ich auch noch die ganzen kleinen Skits [...] und das Abwechslungsreiche nicht nur innerhalb des Albums, sondern auch innerhalb der einzelnen Songs.“ Laut ihm sei das Album „einzigartig und ein großer Meilenstein im Deutschrap“.

## Chartplatzierungen
Cy-Beast Lvl1 stieg auf Platz 26 in die deutschen Albumcharts ein, fiel in der zweiten Woche auf Platz 72 und stieg danach aus den Charts aus. Für beide Künstler ist dies, inklusive der Erfolge mit Dat Adam, der fünfte Charterfolg in den deutschen Albumcharts, als Solokünstler ist es je der erste Charterfolg beider Künstler. Das Album erreicht zudem Platz 4 der deutschen Hip-Hop-Charts. Die beste Chartplatzierung in den Albumcharts erreichte Cy-Beast Lvl1 in Österreich, mit dem Einstieg in die Top 10.